# Philip Billing
Philip Billing (Esbjerg, 1996. június 11. –) dán válogatott labdarúgó, a Napoli játékosa kölcsönben az angol Bournemouth csapatától.

## Pályafutása

### Klubcsapatokban
Billing Dánia a délnyugati részén található, Esbjergben született. Az ifjúsági pályafutását a Jerne és az Esbjerg csapatában kezdte, majd az angol Huddersfield Town akadémiájánál folytatta.
2013-ban mutatkozott be a Huddersfield Town másodosztályban szereplő felnőtt keretében. A 2016–17-es szezonban feljutottak a Premier League-be. 2019. július 29-én ötéves szerződést kötött a Bournemouth együttesével. Először a 2019. augusztus 10-ei, Sheffield United ellen 1–1-es döntetlennel zárult mérkőzésen lépett pályára. Első gólját 2020. február 1-jén, az Aston Villa ellen hazai pályán 2–1-re megnyert találkozón szerezte meg.
2025. január 11-én vételi opcióval kölcsönbe került az olasz Napoli csapatához.

### A válogatottban
Billing az U19-es és az U21-es korosztályú válogatottakban is képviselte Dániát.
2020-ban debütált a felnőtt válogatottban. Először a 2020. október 7-ei, Feröer ellen 4–0-ra megnyert mérkőzésen lépett pályára.

## Statisztikák
2023. május 28. szerint
| Klub              | Szezon   | Osztály        | Bajnokság | Bajnokság | Kupa  | Kupa | Nemzetközi | Nemzetközi | Összesen | Összesen |
| Klub              | Szezon   | Osztály        | Meccs     | Gól       | Meccs | Gól  | Meccs      | Gól        | Meccs    | Gól      |
| ----------------- | -------- | -------------- | --------- | --------- | ----- | ---- | ---------- | ---------- | -------- | -------- |
| Huddersfield Town | 2013–14  | Championship   | 1         | 0         | 0     | 0    | —          | —          | 1        | 0        |
| Huddersfield Town | 2015–16  | Championship   | 13        | 1         | 0     | 0    | —          | —          | 13       | 1        |
| Huddersfield Town | 2016–17  | Championship   | 24        | 2         | 4     | 0    | —          | —          | 28       | 2        |
| Huddersfield Town | 2017–18  | Premier League | 16        | 0         | 6     | 1    | —          | —          | 22       | 1        |
| Huddersfield Town | 2018–19  | Premier League | 27        | 2         | 0     | 0    | —          | —          | 27       | 2        |
| Huddersfield Town | Összesen | Összesen       | 81        | 5         | 10    | 1    | 0          | 0          | 91       | 6        |
| Bournemouth       | 2019–20  | Premier League | 34        | 1         | 2     | 2    | —          | —          | 36       | 3        |
| Bournemouth       | 2020–21  | Championship   | 36        | 8         | 6     | 0    | —          | —          | 42       | 8        |
| Bournemouth       | 2021–22  | Championship   | 40        | 10        | 2     | 1    | —          | —          | 42       | 11       |
| Bournemouth       | 2022–23  | Premier League | 36        | 7         | 2     | 0    | —          | —          | 38       | 7        |
| Bournemouth       | Összesen | Összesen       | 146       | 26        | 12    | 3    | 0          | 0          | 158      | 29       |
| Összesen          | Összesen | Összesen       | 227       | 31        | 22    | 4    | 0          | 0          | 249      | 35       |

### A válogatottban
| Válogatott | Év       | Pályára lépés | Gól |
| ---------- | -------- | ------------- | --- |
| Dánia      | 2020     | 1             | 0   |
| Dánia      | 2022     | 2             | 0   |
| Dánia      | 2023     | 2             | 0   |
| Összesen   | Összesen | 5             | 0   |

## Sikerei, díjai
Huddersfield Town
- Championship
  - Feljutó (1): 2016–17

Bournemouth
- Championship
  - Feljutó (1): 2021–22